# Serious Sam
Serious Sam (буквально «Серьёзный Сэм»; в русской локализации — «Крутой Сэм») — серия компьютерных игр в жанре шутер от первого лица, основные части которой разработаны хорватской компанией Croteam. Спин-оффы представлены в разных жанрах и разработаны другими студиями. Издателями различных игр служили компании Gathering of Developers, Take-Two Interactive, Majesco и Devolver Digital; в России они издавались «1C» и «Новый Диск». Главным героем серии является Сэмюель Стоун по прозвищу «Крутой Сэм».

## История разработки
| 2001 | Serious Sam: The First Encounter     |
| 2001 | Serious Sam (Palm OS)                |
| 2002 | Serious Sam: The Second Encounter    |
| 2002 | Serious Sam (Xbox)                   |
| 2003 |                                      |
| 2004 | Serious Sam: Next Encounter          |
| 2004 | Serious Sam Advance                  |
| 2005 | Serious Sam II                       |
| 2006 |                                      |
| 2007 |                                      |
| 2008 |                                      |
| 2009 | Serious Sam HD: The First Encounter  |
| 2010 | Serious Sam HD: The Second Encounter |
| 2011 | Serious Sam Double D                 |
| 2011 | Serious Sam: Kamikaze Attack!        |
| 2011 | Serious Sam: The Random Encounter    |
| 2011 | Serious Sam 3: BFE                   |
| 2012 | Serious Sam: The Greek Encounter     |
| 2013 |                                      |
| 2014 |                                      |
| 2015 |                                      |
| 2016 |                                      |
| 2017 | Serious Sam's Bogus Detour           |
| 2017 | Serious Sam VR: The First Encounter  |
| 2017 | Serious Sam VR: The Second Encounter |
| 2017 | Serious Sam 3 VR: BFE                |
| 2017 | Serious Sam VR: The Last Hope        |
| 2017 | Serious Sam Fusion                   |
| 2018 | I Hate Running Backwards             |
| 2019 | Serious Sam Classics: Revolution     |
| 2020 | Serious Sam 4                        |
| 2021 |                                      |
| 2022 | Serious Sam: Siberian Mayhem         |
| 2022 | Serious Sam: Tormental               |

Игры серии разрабатываются студией Croteam с 2001 года; позднее над отдельными частями работали и другие компании. Популярность серии принёс фирменный игровой процесс, представляющий собой возврат к классической формуле шутеров от первого лица. Игрокам приходится расправляться с огромным количеством противников на экране на открытых пространствах, имея в своём распоряжении большой арсенал оружия. Общее количество врагов за всю игру порой достигает нескольких тысяч. Сражения перемежаются продвижением вперёд и исследованием уровней на предмет ключей, а также решением простых головоломок или преодолением препятствий (к примеру, прыжки по платформам или уклонение от острых шипов).
Игры серии отличаются абсурдным юмором и стилем повествования. Так, например, один из врагов — Безголовый камикадзе — противореча тому факту, что у него отсутствует голова, громко кричит, набегая на игрока; периодически Сэм иронизирует над персонажами других компьютерных игр, или находит съёмочную площадку, на которой снимают эпизод одной из предыдущих частей игры.
Будучи изначально разработанными для персонального компьютера, игры серии быстро обрели популярность среди игроков: разрабатываются любительские дополнения, создаются специальные версии для игровых приставок, выпускаются новые сиквелы, переиздания и т. д.. Серия насчитывает пять основных игр, 5 переизданий, 12 спин-оффов и несколько портов. Игры серии неоднократно получали множество положительных отзывов от критиков и игроков.
Первая игра разрабатывалась с 1996 года на движке собственной разработки авторов Serious Engine. Известность к ней пришла в 2000 году после выхода тестовой версии под названием Serious Sam Public Test. На доселе неизвестных разработчиков и их проект обратила внимание игровая пресса, которой пришлось по душе возвращение к основам шутеров от первого лица в стиле Doom. Вышедшая в марте 2001 года Serious Sam: The First Encounter заслужила восторженные отзывы критиков и игроков, и заработала звание «игры года». Практически сразу же разработчики анонсировали продолжение первой части — Serious Sam: The Second Encounter, которое вышло в феврале 2002 года. Продолжение было также положительно встречено критиками. Благодаря успеху игры, движок Serious Engine был лицензирован несколькими сторонними компаниями.
В 2002 году состоялся выход Serious Sam: Xbox — портированной версии First и Second Encounter для приставки Xbox с рядом изменений. В течение следующих двух лет состоялся выход порта The First Encounter для Palm OS, а также двух спин-офф игр — Serious Sam Advance (Game Boy Advance) и Next Encounter (GameCube, PlayStation 2).
В 2005 году состоялся выход сиквела — Serious Sam II на движке Serious Engine 2. Игра насчитывала более тридцати уровней, большое количество новых противников, оружия, средств передвижения и т. д. В усовершенствованный движок была добавлена поддержка таких эффектов, как Bloom, HDR, пиксельных шейдеров и тряпичной физики. Несмотря на относительный успех игры, она была оценена значительно ниже своих предшественников. После выхода игры Croteam разорвали контракт с издателем 2K Games и приступили к разработке движка Serious Engine 3, а также поиску новых партнёров и инвесторов. После неудачных попыток создать военный шутер, Croteam решили вернуться к Serious Sam, заявив в 2010 году, что третья часть серии избавится от несерьёзной стилистики Serious Sam II.
В 2009 и 2010 годах состоялся выход Serious Sam HD: The First Encounter и Serious Sam HD: The Second Encounter соответственно — ремейков классических «Пришествий» на движке Serious Engine 3, с обновленной графикой и новыми сетевыми режимами. После релиза данных переизданий, новый издатель Serious Sam Devolver Digital выкупил права на выпуск оригинальных первой и второй частей игры в Steam.
В 2011 году состоялся выход Serious Sam 3: BFE, приквела к оригинальной The First Encounter на движке Serious Engine 3.5. Её релиз сопровождался выпуском трёх небольших игр от независимых разработчиков в рамках серии Serious Sam Indie — Serious Sam Double D, Random Encounter и Kamikaze Attack.
В июне 2013 года разработчики объявили о работе над четвёртой игрой серии — Serious Sam 4. Часть денег на разработку была выручена благодаря распродаже предыдущих игр серии через Humble Weekly Sale. В 2015 году было сообщено о начале работ над сюжетом, в создании которого участвует сценарист философской головоломки The Talos Principle.
В июле 2015 года появились сведения о разработке новой инди-игры в серии под названием Serious Sam’s Bogus Detour от шведской студии Crackshell. Игра вышла 20 июня 2017 года.
На выставке E3 2016 Croteam и Devolver Digital анонсировали игру для очков виртуальной реальности Serious Sam VR: The Last Hope. Выход проекта состоялся в октябре того же года в раннем доступе в Steam. 22 ноября 2016 года стало известно о разработке хорватской студией Binx Interactive нового спин-оффа во вселенной серии под названием Serious Sam: I Hate Running Backwards. 18 декабря того же года стало известно о том, что Croteam выпустят версию Serious Sam HD: The First Encounter для виртуальной реальности на новой версии своего проприетарного движка Serious Engine 2017.
7 февраля 2017 года в обновлении на официальном сайте компания Croteam раскрыла свои планы на ближайшее время. Разработчики рассказали о том, что они усердно трудятся над разработкой Serious Sam 4 и в то же время вынашивают планы по выпуску остальных игр серии, включая Serious Sam HD: The Second Encounter и Serious Sam 3: BFE, для устройств виртуальной реальности. Serious Sam VR: The First Encounter появилась в «раннем доступе» в Steam 21 декабря 2016 года и вышла в полноценный релиз 30 марта 2017 года. 4 апреля 2017 года состоялся выпуск Serious Sam VR: The Second Encounter в «раннем доступе». 9 ноября 2017 года вышла Serious Sam 3 VR: BFE.
20 марта 2017 года компания выпустила бесплатную игру-обновление под названием Serious Sam Fusion 2017. Данное обновление призвано объединить последние игры серии под одним общим приложением на современном движке Serious Engine 2017 и внести множество изменений в техническую составляющую (так, вместо API DirectX 9 все игры будут поддерживать открытый Vulkan для вывода графики), будет также сделано множество других изменений, исправлений багов и улучшений. Помимо этого, посредством Fusion 2017 будут выпущены версии Serious Sam HD для Linux. На текущий момент в Serious Sam Fusion 2017 доступны кампании из Serious Sam HD: The First Encounter, The Second Encounter и Serious Sam 3: BFE.

## Игры серии
| Год         | Название                                | Платформы                                                                                   | Разработчики             |
| Основные    | Основные                                | Основные                                                                                    | Основные                 |
| ----------- | --------------------------------------- | ------------------------------------------------------------------------------------------- | ------------------------ |
| 2001        | Serious Sam: The First Encounter        | Windows, Mac OS X, Linux, Xbox                                                              | Croteam                  |
| 2002        | Serious Sam: The Second Encounter       | Windows, Mac OS X, Linux, Xbox                                                              | Croteam                  |
| 2005        | Serious Sam II                          | Windows, Xbox                                                                               | Croteam                  |
| 2011        | Serious Sam 3: BFE                      | Windows, Mac OS X, Linux, Xbox 360, Xbox One, PlayStation 3, PlayStation 4, Nintendo Switch | Croteam                  |
| 2020        | Serious Sam 4                           | Windows, PlayStation 5, Xbox Series X/S                                                     | Croteam                  |
| Дополнения  |                                         |                                                                                             |                          |
| 2012        | Serious Sam HD TSE: Legend of the Beast | Windows                                                                                     | Croteam                  |
| 2012        | Serious Sam 3: Jewel of the Nile        | Windows, macOS, Linux, Xbox 360                                                             | Croteam                  |
| 2022        | Serious Sam: Siberian Mayhem            | Windows, PlayStation 5, Xbox Series X/S                                                     | Croteam, Timelock Studio |
| Спин-оффы   |                                         |                                                                                             |                          |
| 2002        | Serious Sam (Palm OS)                   | Palm OS                                                                                     | Global Star Software     |
| 2004        | Serious Sam: Next Encounter             | GameCube, PlayStation 2                                                                     | Climax Group             |
| 2004        | Serious Sam Advance                     | Game Boy Advance                                                                            | Climax Group             |
| 2017        | Serious Sam VR: The Last Hope           | HTC Vive, Oculus Rift, Windows Mixed Reality                                                | Croteam                  |
| 2019        | Serious Sam Classics: Revolution        | Windows                                                                                     | Croteam, Alligator Pit   |
| Инди-серия  |                                         |                                                                                             |                          |
| 2011        | Serious Sam Double D (XXL)              | Windows, Xbox 360, PlayStation 3                                                            | Mommy’s Best Games       |
| 2011        | Serious Sam: Kamikaze Attack!           | Windows, Android, iOS                                                                       | Be-Rad Entertainment     |
| 2011        | Serious Sam: The Random Encounter       | Windows                                                                                     | Vlambeer                 |
| 2012        | Serious Sam: The Greek Encounter        | Windows, macOS                                                                              | Eric-Ruth-Games          |
| 2017        | Serious Sam’s Bogus Detour              | Windows, Linux                                                                              | Crackshell               |
| 2018        | I Hate Running Backwards                | Windows, Xbox One, PlayStation 4, Nintendo Switch                                           | Binx Interactive         |
| 2022        | Serious Sam: Tormental                  | Windows                                                                                     | Gungrounds Games         |
| Переиздания |                                         |                                                                                             |                          |
| 2003        | Serious Sam: Gold Edition               | Windows                                                                                     | Croteam                  |
| 2009        | Serious Sam HD: The First Encounter     | Windows, Xbox 360, Xbox One, PlayStation 4, Nintendo Switch                                 | Croteam                  |
| 2010        | Serious Sam HD: The Second Encounter    | Windows, Xbox 360, Xbox One, PlayStation 4, Nintendo Switch                                 | Croteam                  |
| 2017        | Serious Sam VR: The First Encounter     | HTC Vive, Oculus Rift, Windows Mixed Reality                                                | Croteam                  |
| 2017        | Serious Sam VR: The Second Encounter    | HTC Vive, Oculus Rift, Windows Mixed Reality                                                | Croteam                  |
| 2017        | Serious Sam 3 VR: BFE                   | HTC Vive, Oculus Rift, Windows Mixed Reality                                                | Croteam                  |
| 2017        | Serious Sam Fusion                      | Windows, macOS, Linux, HTC Vive, Oculus Rift, Windows Mixed Reality                         | Croteam                  |

### Основные игры

#### Serious Sam: The First Encounter
Первая игра серии. После выпуска HD-переизданий игр, оригинальные варианты выпущены в Steam с приставкой «Classic» в названии (например, Serious Sam Classic: The First Encounter). Сюжет повествует о некоем открытии, данном человечеству в виде заложенного в землю Египта артефакта могущественной цивилизации с планеты Сириус. С его помощью люди продвинулись в науке, однако наткнулись на беспощадное войско инопланетян во главе с их предводителем Менталом, уничтожающих всё на своём пути. Учёные решают использовать найденный при раскопках в Египте древний артефакт под названием «Ключ к вечности», который может переместить одного человека в далёкое прошлое для борьбы с захватчиками. Этим человеком оказывается Сэм Стоун.

#### Serious Sam: The Second Encounter
Продолжение Serious Sam: The First Encounter. Данный эпизод начинается там, где окончилась первая часть. Летающая тарелка, на которой улетел Сэм в финале предыдущей игры, оказывается сбитой разработчиками игры, которые врезаются в неё на летающем паровозе. Сэм терпит крушение в джунглях Центральной Америки. Теперь Сэму предстоит совершить путешествие во времени, побывать в городе майя Теотиуакане, древнем Вавилоне и средневековой Европе, чтобы в конце концов раздобыть Святой Грааль, который поможет ему в нелёгкой борьбе с силами зла.

#### Serious Sam 2
Полноценное продолжение оригинальных эпизодов. Крутой Сэм отправляется на Сириус, чтобы победить Ментала раз и навсегда. По дороге туда с Сэмом связывается Совет Мудрых Сириуса и рассказывает, что для того, чтобы Ментал стал уязвимым, нужно собрать Медальон, состоящий из пяти частей. Первая часть находится у симб (с планеты М’Дигбо), вторая — у племени Зикси (с планеты Магнор), третья — у населения Чи-Че с планеты Чи Фанг, четвёртая — у клиров на планете Клир, и пятая — у расы элфисов с планеты Эленьер. Все пять частей пропали: первую утащила огромная обезьяна Квонго, вторую украл зловещий Зум-Зум, третью проглотил принц Чань, четвёртую маг Клировский использует в своих ритуалах, а пятую стережёт дракон Сесил. После того как Сэм соберёт все пять частей, ему предстоит отправиться на Кронор, спутник Сириуса, и спасти воинов Альянса, которые помогут в борьбе против Ментала. В конце Сэм, пережив много приключений, доберется до крепости Ментала, где раскроет очередную «тайну».

#### Serious Sam 3: BFE
Третья основная часть серии; по сюжету является приквелом к самой первой игре. Имеет несколько небольших дополнений и сюжетное DLC «Жемчужина Нила». В игре рассказывается о ранних годах войны с Менталом в далёком будущем. В этой части Сэм путешествует по Египту (сражаясь с врагами) и пробирается к Дейр эль-Бахри, к храму царицы Хатшепсут, где убивает Угх-Зана IV. В финальном ролике Сэм звонит Менталу, но отвечает его дочь Джуди и говорит, что отец скоро «залунит» Землю. Действительно, на Землю падает Луна. Однако Сэм успевает использовать «Ключ к вечности» и отправиться в прошлое, дабы спасти человечество.

#### Serious Sam 4
Serious Sam 4 является сюжетным приквелом к Serious Sam 3: BFE. События игры происходят на Земле в разгар войны с Менталом. Завязка сюжета рассказывает о группе реквизиции инопланетных артефактов (ГРИА), в которую входят протагонист Сэм Стоун и многие персонажи из Serious Sam 3: BFE. Группа отправляется в Рим на поиски священника, который знает о местоположении Святого Грааля, являющегося инопланетным артефактом и способного переломить ход войны.

### Спин-оффы

#### Serious Sam (Palm OS)
Эксклюзивная версия игры для карманных персональных компьютеров, работающих на системе Palm OS.

#### Serious Sam: Xbox
Эксклюзивная версия игры для консоли Xbox, которая включает в себя уровни двух первых эпизодов и ряд изменений: новый внешний вид Сэма (аналогичен Serious Sam II), система «жизней» и комбо-очков, сохранения по чекпоинтам и автоприцеливание.

#### Serious Sam: Next Encounter
Игра для консолей GameCube и PlayStation 2 с новым сюжетом. Появились транспортные средства, новые локации; вооружение аналогично предыдущим играм. Сюжет игры начинается с путешествия Сэма на машине времени, которая возвращает его в Рим, где ему доводится сражаться с новыми ордами монстров, а также с Мини-Сэмом — злым существом, созданным Менталом. Сюжет проводит Сэма по трём разным областям древней Земли: Древний Рим, Феодальный Китай и Атлантида, где Сэм уничтожает армию гибридов для предотвращения временного парадокса. На пути через Рим и Китай, Сэм поражает двух стражей Времени Ментала: гигантского зверя Диаблотавра и монструозную Подземную Императрицу Гидр. Финал игры происходит на сирианском космическом корабле, где Сэм сражается с Тёмным Сирианским Лордом, душой великого сирианского воина, вселённой в гигантского робота.

#### Serious Sam Advance
Эксклюзивная игра для консоли Game Boy Advance. Выполнена в трёхмерной графике с псевдотрёхмерными моделями и объектами окружения. Интерфейс игры аналогичен Serious Sam II. История разворачивается вокруг Сэма, вновь вернувшегося во времени после обнаружения группой учёных новых сил Ментала. Сначала Крутой Сэм прибывает в Египет, затем следует в Рим, сражаясь с ордами врагов. Боссы игры (по одному на оба региона) — похожие на оборотней командиры: Сирианский Сфинкс (Египет) и Вульф (Рим). Сразившись с ними, Сэм находит способ вернуться в своё время.

#### Serious Sam Classics: Revolution
Игра, первоначально создававшаяся как любительская модификация, однако затем получившая поддержку от Croteam. Два первых эпизода были объединены в одну игру, добавлено некоторое новое вооружение, достижения; движок Serious Engine был обновлен для лучшей совместимости с современными операционными системами. Кроме того, в связи с тем, что служба GameSpy, силами которой работала многопользовательская игра через Интернет в оригинальных играх, прекратила существование, мультиплеер в Revolution был «реабилитирован» с использованием платформы Steamworks. Находится в раннем доступе сервиса Steam с 2014 года. В 2019 игра вышла из раннего доступа.

#### Serious Sam VR: The Last Hope
Эксклюзивная игра для очков виртуальной реальности.

### Инди-серия

#### Serious Sam Double D (XXL)
Сайд-скроллинг шутер. Первая игра инди-серии Serious Sam от независимых разработчиков, выпущенная при поддержке Croteam. В дальнейшем Croteam выпустили ещё несколько проектов отдельных студий. Сюжет рассказывает игрокам о том, как Сэм, по приказу командования, вновь отправился в прошлое, дабы уничтожить несколько вооружённых отрядов Ментала, которые засели в нескольких временных эпохах нашей планеты, и снова спасти человечество. Игра выполнена в двухмерной рисованной графике. Новые приключения Сэма проходят в трёх временных эпизодах: Древнем Египте, доисторическом парке Юрского Периода и средневековых Помпеях. Отличительной особенностью игры является устройство Gunstaker, позволяющее подбирать и одновременно стрелять из нескольких видов оружия.

#### Serious Sam: Kamikaze Attack!
Аркадная игра для мобильных платформ. В ней игрок играет за Безголового камикадзе, пытающегося догнать Сэма, попутно отбиваясь от его снарядов.

#### Serious Sam: The Random Encounter
Игра в жанре RPG.

#### Serious Sam: The Greek Encounter
Инди-игра.

#### Serious Sam’s Bogus Detour
Инди-игра, top-down shooter. Действие происходит в середине кампании The First Encounter.

#### I Hate Running Backwards
Инди-игра, top-down shooter с процедурной генерацией уровней.

#### Serious Sam: Tormental
Инди-игра, top-down shooter.

## Переиздания

### Serious Sam: Gold Edition
«Золотое» издание первых двух эпизодов с рядом улучшений. Также включает любительское дополнение Dark Island и другие небольшие дополнения (карты), отобранные разработчиками.

### Serious Sam HD: The First Encounter
Переиздание Serious Sam: The First Encounter с улучшенной графикой.

### Serious Sam HD: The Second Encounter
Переиздание Serious Sam: The Second Encounter с улучшенной графикой. HD-версия The Second Encounter также получила сюжетное дополнение Legend of the Beast.

### Serious Sam VR: The First Encounter
Версия Serious Sam HD: The First Encounter специально для шлемов виртуальной реальности на движке Serious Engine 2017.

### Serious Sam VR: The Second Encounter
Версия Serious Sam HD: The Second Encounter специально для шлемов виртуальной реальности на движке Serious Engine 2017.

### Serious Sam 3 VR: BFE
Версия Serious Sam 3: BFE специально для шлемов виртуальной реальности.

### Serious Sam Fusion
Переиздание Serious Sam HD: The First Encounter, HD: The Second Encounter, Serious Sam 3: BFE, а также их VR-версий в едином сборнике. Доступно бесплатно владельцам любой из перечисленных игр.
Летом 2018 года, благодаря уязвимости в защите Steam Web API, стало известно, что точное количество пользователей сервиса Steam, которые играли в игру хотя бы один раз, составляет 298 645 человек.